# تپه ایمان خانی
تپه ایمان خانی در شهرستان قزوین، بخش مرکزی، روستای رشتتوان واقع شده و این اثر در تاریخ ۲۵ اسفند ۱۳۸۰ با شمارهٔ ثبت ۵۵۶۶ به‌عنوان یکی از آثار ملی ایران به ثبت رسیده است.